# ژیان‌مرغک جلوچشم‌حنایی
ژیان‌مرغک جلوچشم‌حنایی (نام علمی: Phyloscartes flaviventris) یک گونه پرنده نزدیک تهدید از تیرهٔ ژیان‌مرغان و بومی ونزوئلا است.

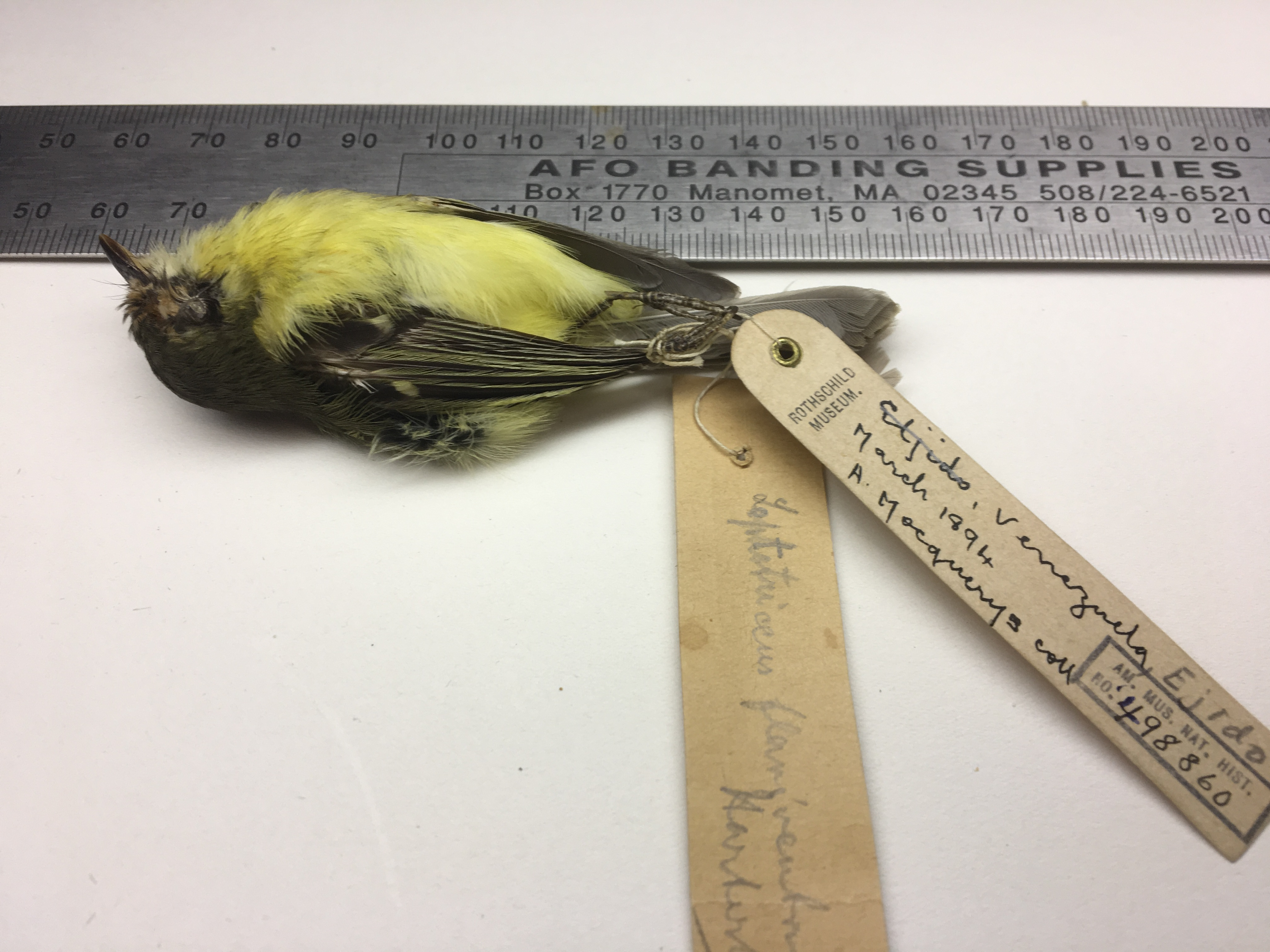
نمونه ژیان‌مرغک جلوچشم‌حنایی در مجموعهٔ AMNH

ژیان‌مرغک جلوچشم‌حنایی تک‌نماد است.